# Hyundai Staria
 (кореј. 현대 스타리아) је петоровратни комби и миниван који  производи компанија Hyundai од 2021. године. 

#### Историја
Овај модел представља наследника Starex-a, а заменио је задњи погон Starex-a са платформом на предњем погону коју дели са другим великим возилима Hyundai и Kia бренда. Возило, произведено у Јужној Кореји, представљено је у априлу 2021. године.

#### Име аута
Име "Staria" је креирано комбинацијом речи "звезда" и "риа". Тренутно се продаје на тржиштима у Јужној Кореји, Јужној Африци, југоисточној Азији, Аустралазији, Блиском Истоку и неколико европских земаља.

#### Опис аута
Слике ентеријера и екстеријера Staria-e су објављене 18. марта 2021. године. Пратећи нови дизајнерски правац назван "Inside Out", возило има изглед свемирског брода и пространу кабину. Модел је постигао максималну висину кабине до 1.379 мм подизањем укупне висине за 70 мм и смањењем клиренса за 30 мм у поређењу са претходником, Starex-om.
Дизајн Staria-e описан је као "изузетно футуристички" за своју класу возила, а дизајн задњих светала користи "Parametric Pixel" дизајн потпуно електричног Hyundai Ioniq 5.
Hyundai дизајнери су такође увели ниску линију прозора ради већих бочних прозора, познатих као "широке панорамске прозоре". Staria је приметна по пространости, али може бити изазовна за паркирање, посебно у вишеспратним гаражама.
Стариа долази у две верзије, стандардни модел и луксузна варијанта позната као Staria Lounge или Staria Premium на неким тржиштима. Такође је доступна теретна верзија у неким регионима.

Стандардни модел нуди различите нивое опреме, укључујући Tourer и Cargo. Предњи део карактеришу хоризонтална светла за вожњу током дана и фарови, као и решетка хладњака исте боје као каросерија, која може бити и потпуно црна. Возило има велики панорамски прозор и ниску линију прозора за бољу видљивост. Унутар возила, ту су екран од 10.25 инча и контролер система за klimatizaciju, док се LCD кластер налази на врху инструмент табле.
- Hyundai Staria outside
- Hyundai Staria back
- Hyundai Staria Cockpit
- Hyundai Staria inside

#### Техника
Висина од нешто мање од два метра омогућава употребу подземних гаража. Простор иза прве реда седишта може примити 5.000 литара или три евро палете; три реда седишта са максимално једанаест места су могући. Седишта за релаксацију,  "капетанске столице" са извученим наслонима за ноге, доступне су за други ред. Трећи ред седишта састоји се од клупе са три седишта. Нуди се и панорамски кров од стакла.
Сигурносна опрема одговара аутомобилима и укључује упозорење приликом изласка, помоћ при кочењу у хитним ситуацијама и активан асистент за слепи угао.

#### Tехнологија
10.25-инчни Supervision Cluster: Овај велики екран високе резолуције пружа све потребне информације возачу на јасан и прегледан начин.
Навигациони систем: Уграђени навигацијски систем олакшава проналажење дестинација и планирање путовања.
Smart Key – кључ без употребе руку: Овај систем омогућава лако откључавање и покретање возила без физичког контакта са кључем.
USB пуњачи: Више USB прикључака омогућава пуњење уређаја за све путнике, што је изузетно корисно на дугим путовањима.
Hyundai Staria представља технолошки напредно возило које интегрише низ софистицираних система за навигацију, забаву и сигурност. На примјер, његов инфотаинмент систем, који обухвата навигацију, користи Hyundai-ову најновију технологију, омогућавајући возачима да са лакоћом прате путање, уз јасне и прецизне упуте. Овај систем је осмишљен да буде интуитиван, са брзим одзивом на команде и ажурирањима у реалном времену.
Када су у питању сигурносни системи, Hyundai Staria је опремљен са Hyundai Smartsense пакетом, који укључује напредне функције као што су Forward Collision-Avoidance Assist (FCA)и Blind-Spot Collision-Avoidance Assist (BCA). FCA систем користи радаре и камере за откривање потенцијалних судара и аутоматски активира кочнице ако је потребно, док BCA пружа додатну сигурност приликом промјене трака, упозоравајући на возила у мртвом углу.
За повезивање са паметним уређајима, Hyundai Staria нуди Bluetooth повезивост и више USB прикључака распоређених по возилу. Ове функције омогућавају путницима да једноставно повежу своје уређаје и уживају у свом омиљеном садржају током вожње.

#### Техничка спецификација[3]
| Произвођач                            | Hyundai                | Hyundai                |  |
| Модел                                 | Staria                 | Staria                 |  |
| Број сједишта                         | 7-9                    | 7-9                    |  |
| Број врата                            | 5                      | 5                      |  |
| Мотор                                 | 3.5MPI                 | 2.2 CRDi               |  |
| Почетак производње                    | 2021                   | 2021                   |  |
| Карактеристике мотора                 |                        |                        |  |
| Тип мотора                            | V6 бензин              | R4 дизел               |  |
| Запремина мотора                      | 3470 cm³               | 2199 cm³               |  |
| Максимална снага при обртајима        | 200 kW (272 hp) / 6400 | 130 kW (177 HP) / 3800 |  |
| Макимални обртни момент при обртајима | 331 Nm / 5000          | 430Nm / 1500-2500      |  |
| Трансмисија                           |                        |                        |  |
| Погон стандардно                      | Предњи погон           | Предњи погон           |  |
| Погон опционо                         | —                      | ( AWD )                |  |
| Мењач                                 | 8-брзински аутоматик   | 8-брзински аутоматик   |  |
| Димензије                             |                        |                        |  |
| Тежина                                | 2190kg                 | 2436kg                 |  |
| Тежина                                | 2190kg                 | (2513kg) AWD           |  |
| Максимална брзина                     | 210 km/h               | 185km/h                |  |
| Максимална брзина                     | 210 km/h               | (185km/h) AWD          |  |
| Убрзање, 0-100 km/h                   | 8.9s                   | 12.4s                  |  |
| Убрзање, 0-100 km/h                   | 8.9s                   | (13.5s) AWD            |  |
| Потрошња горива 100 km (комбиновано)  | 10,5 l/100 km          | 8.5L diesel            |  |
| Потрошња горива 100 km (комбиновано)  | 10,5 l/100 km          | (8.9L diesel) AWD      |  |
| CO2 емисија (комбиновано)             | 239 g/km               | 222g/km                |  |
| CO2 емисија (комбиновано)             | 239 g/km               | (232g/km) AWD          |  |
| Запремина резервоара                  | 85 литара              | 75 литара              |  |
| Емисиони стандард                     | Euro 6d                | Euro 6d                |  |
| Димензије                             |                        |                        |  |
| Дужина                                | 5253 mm                | 5253 mm                |  |
| Ширина                                | 1997 mm                | 1997 mm                |  |
| Висина                                | 1990 mm                | 1990 mm                |  |
| Међуосовинско растојање               | 3273 mm                | 3273 mm                |  |
| Запремина пртљажника min              | 831 l                  | 831 l                  |  |
| Запремина пртљажника max              | 1303 l                 | 1303 l                 |  |